# HarbourFront

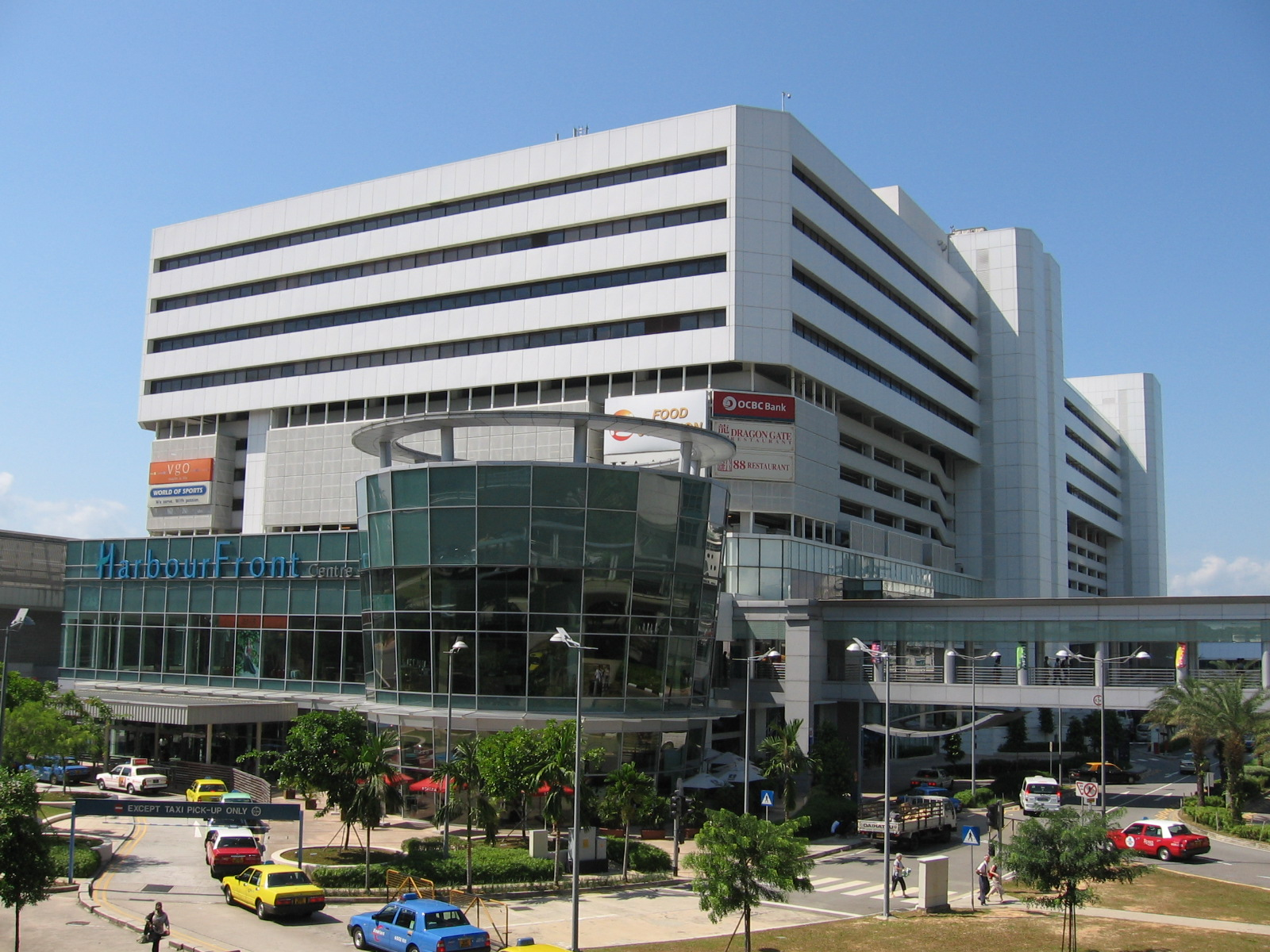
Maritime Square

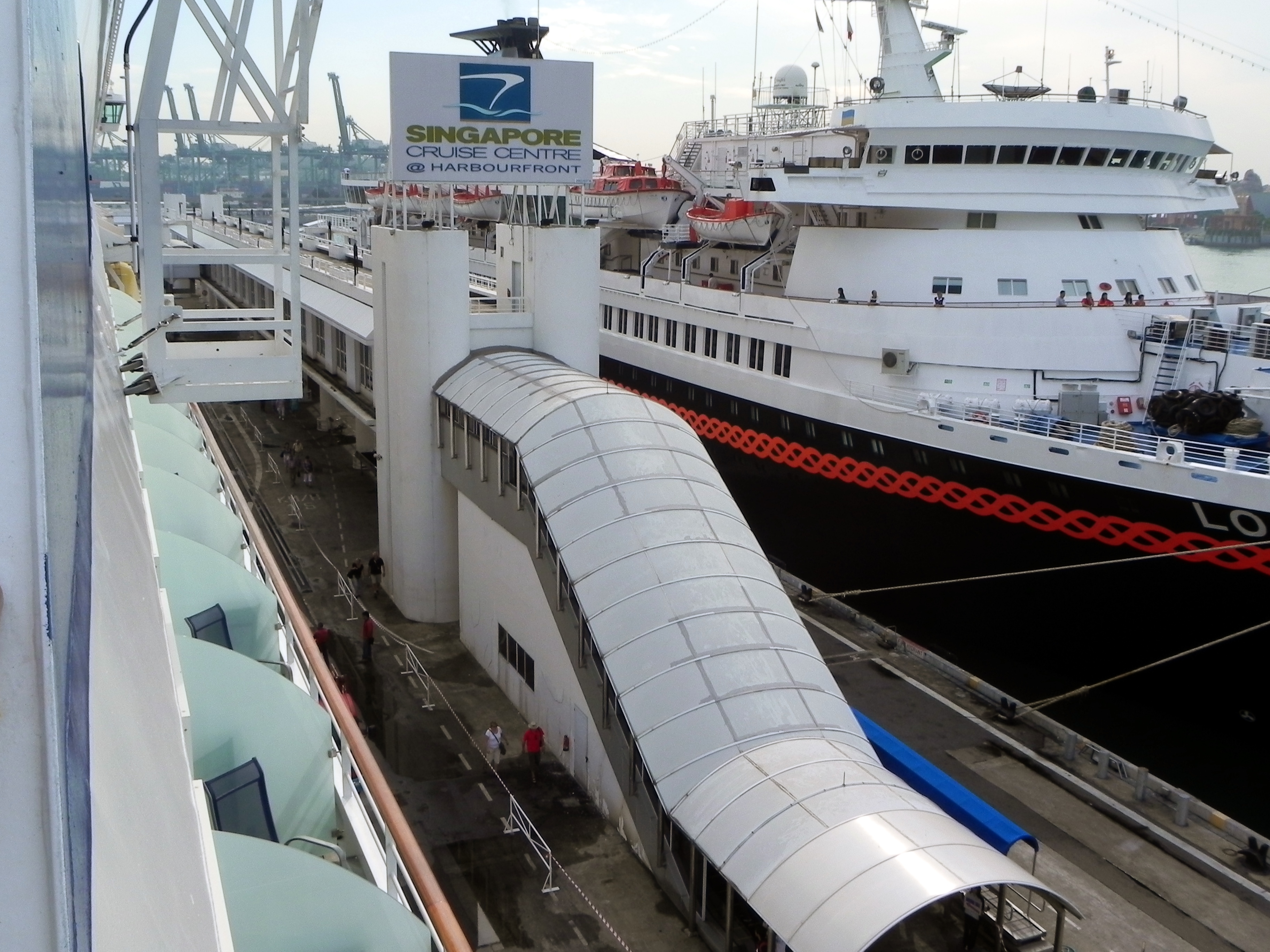
Singapore Cruise Centre

HarbourFront ist ein Hafenviertel im Süden Singapurs. Während die Grenzen von HarbourFront nicht eindeutig sind, wird seine Position im Masterplan der URA grob als Subzone namens Maritime Square dargestellt, die sich im Planungsgebiet von Bukit Merah befindet.
Das Gebiet war ursprünglich als Seah Im bekannt, wurde aber auch als Jardine Steps bezeichnet. Nachdem der Hafen von Singapur erweitert worden war, wurde er zum Maritime Square ausgebaut und später in HarbourFront umbenannt. Die heutige Bezeichnung HarbourFront wurde in den 2000er Jahren geprägt, um der Gegend ein gehobeneres Flair zu verleihen. Zu den bemerkenswerten Gebäuden zählen das HarbourFront Centre, VivoCity, das Singapore Cruise Centre und das St. James Power Station. Es ist auch neben Sentosa.
Das Singapore Cruise Centre ist bis zur Eröffnung des Marina Bay Cruise Centre im April 2012 das größte Kreuzfahrtzentrum in Singapur.

## Geschichte
HarbourFront befand sich einst in der Nähe des südlichsten Punkts der Hauptinsel Singapur, bis zur Landgewinnung in Tanjong Pagar und Tuas. Die Lage in den geschützten Gewässern des Hafens von Keppel hat dazu beigetragen, dass das Gebiet als Gewerbegebiet neben den Keppel Shipyards gedeiht, insbesondere mit dem Bau des ehemaligen World Trade Centers im Jahr 1978. Singapurs erster großer Ausstellungs- und Kongressort, der World Trade Center Exhibition Complex, wurde später neben dem World Trade Center gebaut und diente auch als Transportknoten mit Fähren nach Sentosa und anderen regionalen Zielen wie Batam. Das Singapore Cruise Centre wurde 1991 in HarbourFront als erstes internationales Kreuzfahrtterminal des Landes eröffnet.
Die massive Sanierung des Gebiets nach der Schließung der Werft führte später dazu, dass der Name HarbourFront Anfang der 2000er Jahre geprägt wurde, um auf die unmittelbare Umgebung des World Trade Centers hinzuweisen, das sich mitten in einem großen Renovierungsprojekt befand. Das World Trade Center begann 2002 mit den Renovierungsarbeiten für das Gebäude neben dem Singapore Cruise Centre und wurde 2003 fertiggestellt, kurz nach den Terroranschlägen vom 11. September 2001, die benachbarten Ausstellungshallen wurden abgerissen, um Platz für VivoCity zu machen, die Modernisierung der Seilbahntürme (alte Jardine Steps Station auf dem alten PSA Tower) und den Bau von zwei neuen Bürogebäuden zu machen daneben. Der Transport in die Region wurde durch die Eröffnung der MRT-Station HarbourFront und die Erweiterung des Busverkehrsknotenpunkts HarbourFront erheblich verbessert. Auch die neue Monorail-Verbindung nach Sentosa, der Sentosa Express, wurde am 15. Januar 2007 fertiggestellt und eröffnet. Die Station HarbourFront der Circle Line wurde am 8. Oktober 2011 eröffnet.

## St James Power Station
Das St James Power Station (chinesisch: 圣 占 姆士 发电厂; pinyin: Shèngzhànmǔshì Fādiànchǎng) ist ein Gebäude im Gebiet HarbourFront des Planungsgebiets Bukit Merah in Singapur. Es wurde 1926 erbaut und war Singapurs erstes Kraftwerk (früher auch das einzige Kohlekraftwerk in Singapur). Es versorgte den nahe gelegenen Hafen und die umliegenden Industrien, Werften und Wohnhäuser mit Strom. Später wurde es zu einem wichtigen Veranstaltungsort für das Nachtleben mit Musikmotiven, bis sein Mietvertrag im Jahr 2018 auslief. Im November 2019 wurde bekannt gegeben, dass der globale Hauptsitz von Dyson seine Räumlichkeiten übernehmen wird, die zuvor im Jahr 2021 vom Kraftwerk bewohnt wurden.
In Singapur wurde erstmals Strom für lokale öffentliche Infrastrukturen erzeugt, beispielsweise für den Hafen von Singapur, der 1897 vom Singapore Harbour Board (SHB) betrieben wurde. 1903 für elektrische Straßenbahnen und Straßenbeleuchtung durch die Singapore Tramway Company (STC). Später wurde in Betracht gezogen, dass der erzeugte Strom, der hauptsächlich zur Stromversorgung der Straßenbahnen verwendet wurde, auch zur Versorgung lokaler Kleinstädte und Bezirke wie Tanglin verwendet werden könnte, und zwar zu einem Zeitpunkt, an dem die Nachfrage im Allgemeinen stetig anstieg für Strom im Laufe der Jahre. Strom wurde schnell zu einer Notwendigkeit und nicht zu einem Luxus, da Unternehmen und Haushalte ihre Elektrogeräte, Ausrüstungen und Ausrüstungen mit Strom versorgen mussten. Die wenigen und kleinen Kraftwerke, die vom STC betrieben werden, erwiesen sich als unzureichend, um einen derart wachsenden Bedarf zu decken, und die britische Kolonialverwaltung von Singapur benötigte dringend ein Kraftwerk, das in der Lage war, den wachsenden industriellen und häuslichen Bedarf zu decken und die weitere Entwicklung Singapurs zu ermöglichen zukünftiges Wachstum.
1924 wurde Cape St. James von AH Preece, dem verantwortlichen leitenden beratenden Ingenieur, als Standort für das neue Kraftwerk ausgewählt, da es zum einen eine Nähe zum Meer für freien und uneingeschränkten Zugang zu Meerwasser hatte die Wasserzirkulations- und Kühlsysteme des Kraftwerks; zweitens die Nähe zu Seekohle, die von Schiffen und/oder Lastkähnen geliefert wird; drittens die Nähe zum Bahnhof der Federated Malay States Railway (FMSR) in Tanjong Pagar für Eisenbahnkohle und Baumaterialien, die für den Bau des Kraftwerks benötigt werden; Schließlich eine große Fläche von fünf Hektar.
Um den dringenden Bedarf an elektrischer Energie zu decken, wurde ein 2000 kW-Stromgenerator schnell fertiggestellt. Da jedoch mehr als die Hälfte der Baustelle sumpfig und die natürlichen Bedingungen gezeitenabhängig waren, sollte vor den eigentlichen Arbeiten zur Verlegung der Betonfundamente und zur Errichtung des Kraftwerks eine beträchtliche Menge an Vorarbeiten zur Rückgewinnung von 12.000 Quadratmetern durchgeführt werden Ein riesiges Stahlrahmenskelett könnte beginnen. Der einzige Stromerzeuger wurde schließlich im Juni 1926 fertiggestellt, lief jedoch nur bei Spitzenlast von 18 bis 23 Uhr pro Tag.
Am 7. November 1927 wurde das Kraftwerk St. James offiziell von Sir Hugh Clifford eröffnet, der damals Gouverneur der British Straits Settlements (bestehend aus den drei britischen Kolonien Penang, Malakka und Singapur) war. Bei voller Leistung produzierte das Kraftwerk rund 22.000 kW Strom, von denen ein Großteil an die Gebiete und Bezirke Pasir Panjang, Bukit Timah, Tanglin, Geylang, Katong und Ostküste geliefert wurde. Es erreichte rund 28.255 Menschen, das waren mindestens 18-Mal so viele Menschen auf der Insel wie zuvor. Einheimische könnten elektrische Ventilatoren und andere elektrische Haushaltsgeräte im Rahmen eines Programms in einem Stromausstellungsraum in der Orchard Road mieten. Ausgestattet mit modernsten Konstruktionen und Maschinen wurde es als fähig angesehen, den Strombedarf Singapurs für viele Jahre zu decken.
Singh Mohinder erinnert sich, dass das Kraftwerk St. James in dieser Zeit zu einem wichtigen Wahrzeichen seiner Umgebung wurde und das Erscheinungsbild dieses Teils der Telok Blangah Bay vollständig veränderte. Die Bungalows in den umliegenden Gebieten waren nicht für lokale Zivilisten, sondern für SHB-Beamte und andere Europäer und Eurasier (die sogenannten „Meistens Weißen“).
Dies führte zu dem größten Stromausfall im Jahr 1948, der achteinhalb Stunden dauerte und alle nichtstädtischen Gebiete Singapurs von 8.00 bis 16.30 Uhr betraf, und 1950 zu einem weit verbreiteten Stromausfall, als der Strom für die gesamte Insel unterbrochen wurde eineinhalb Stunden aus.
Eis im Wert von vielen tausend Dollar in Privathäusern, Wohnhäusern und Restaurants schmolz und Straßenverkäufer mussten sich auf Öllampen und Kerzen verlassen. In Restaurants in der ganzen Stadt ignorierten die meisten Menschen den Stromausfall und aßen und / oder tanzten bei Kerzenlicht weiter. Viele Männer zogen Mäntel und Schleifen aus, weil die Klimaanlage und die Ventilatoren heruntergefahren waren. In der Victoria Memorial Hall trat die Singapore Repertory Company auf, als der Stromausfall auftrat. Dies führte dazu, dass ein Auto mit reflektierten Scheinwerfern in den Eingang der Halle gefahren wurde und auf einen großen Spiegel gerichtet war, der auf die Bühne vor ihm gerichtet war.
Im Laufe der Jahre wurde den Einheimischen wiederholt gesagt und daran erinnert, den Stromverbrauch zu senken und zu senken, um die schwere Belastung der Stromerzeuger durch den Chef-Elektrotechniker des Kraftwerks, Herrn Waddle, zu verringern, aber dennoch die Nachfrage nach Strom stieg weiter an. Singapur hatte erneut ein Problem mit Stromknappheit und musste im Juni 1926 zu Spitzenzeiten eine Rationierung des Stroms einführen.
Um den allgemeinen Wirkungsgrad zu steigern, wurden in der Anlage zahlreiche Renovierungs- und Verbesserungsarbeiten durchgeführt, die mit neuen Maschinen und Stromerzeugern ausgestattet wurden, um die elektrische Gesamtleistung mit einer brandneuen Gasturbine und neuen hohen Kaminen zu steigern. Diese Bemühungen waren jedoch erfolglos, da der Betrieb des St. James-Kraftwerks mit 3,57 Cent pro erzeugter elektrischer Energieeinheit weiterhin teuer war, während 1,4 Cent der gleichen Menge, die zuerst im nahe gelegenen (ebenfalls damals neuen) Kraftwerk Pasir Panjang erbracht wurde, betrieben wurden in den 1950er Jahren gebaut. Das Kraftwerk wurde 1976 aufgrund seiner hohen Gesamtbetriebskosten und des stetig wachsenden Strombedarfs der Insel endgültig stillgelegt und nach dem Verbrauch seiner letzten Gasbrennstoffreserven stillgelegt. Die Maschinen des alten Kraftwerks wurden entfernt und das gesamte Gebäude leer gelassen.
Im Jahr 2009 wurde das Kraftwerk St. James als nationales Denkmal für die Modernisierung und Stadtentwicklung Singapurs in der Zeit der britischen Kolonialherrschaft ausgezeichnet. Daher können die Eigentümer die Fassade nicht verändern, keine neuen Erweiterungen bauen oder alte Mauern hacken, sodass Partygänger in den ikonischen roten Backsteinmauern tanzen und sich amüsieren können. Die Schornsteine, aus denen einst heiße Gase aus der Stromerzeugung austraten, werden heute für Lichtprojektionen verwendet (heutzutage nur noch selten verwendet).
Es wurde am 24. September 2006 als einer der größten Unterhaltungskomplexe Singapurs für die Öffentlichkeit geöffnet. Es beherbergt mehrere Nachtclubs und noble Restaurants und bietet eine Vielzahl von Unterhaltungs- und Musikangeboten wie Tanz-, Welt-, Musik- und Trapez-Acts. Sowohl im Innen- als auch im Außenbereich können mehr als 10.000 Personen untergebracht werden.
Das Gebiet soll großes Feng Shui haben, mit dem Rücken zu einem Berg (Mt. Faber, im Norden liegend) und der Vorderseite zum Wasser (das Meer, im Süden liegend). Frau Lim, eine Mieterin auf dem Gelände, war von der großen Fläche des Veranstaltungsortes und der Tatsache, dass der Club bis 6 Uhr morgens geöffnet sein kann, angezogen, was anderswo in der Stadt nicht zu finden ist. Ein anderer Mieter, Herr Chan, fand das Kraftwerk St. James über Einkaufszentren und Hotels wegen seiner 20 m hohen Decke, die genügend Platz für Lichtprojektionen bietet. Er sagte: „Wir brauchen Platz, um Lichter zu projizieren und Partygästen ein Gefühl von Geräumigkeit zu geben.“ Obwohl sich die Mieter anfänglich Sorgen über abgenutzte Rohrleitungen und elektrische Anschlüsse in einem so alten Gebäude machten, war bisher alles gut.